# 維連卡 (科羅斯特舍夫區)
50°13′42″N 29°16′43″E / 50.22833°N 29.27861°E
維連卡（烏克蘭語：Віленька）是烏克蘭北部的村莊，隸屬日托米爾州的日托米爾區。該村面積1.4平方公里，海拔高度182米，2001年人口245，人口密度每平方公里174.63人。